# خانقاه (كوهباية)
خانقاه (بالفارسية: خانقاه) هي قرية تقع في إيران في قسم كوهبایة الريفي. يقدر عدد سكانها بـ 206 نسمة بحسب إحصاء 2016.